# Amendolea
Amendolea (Aμυddαλία, Amiddalìa in greco di Calabria) è un piccolo paese, frazione del comune di Condofuri, situato al centro dell'area grecanica della Provincia di Reggio Calabria.
Esso è abitato da 13 famiglie e sorge a circa 5 chilometri dal mare, sulla riva sinistra della fiumara Amendolea, e sovrastato dalla rocca su cui sorge imponente il Castello dei Ruffo. Fino al 1811 fu comune autonomo.

## Storia
Il paese di Amendolea non prende il nome dal suo omonimo e adiacente torrente, come si potrebbe pensare, ma dal suo feudatario, la famiglia Amendolea appunto, che prese possesso di queste terre nell'XI secolo.
Le origini del paese sono incerte, tuttavia si ritiene che esso sorse in epoca precedente a quella dell'adiacente castello di origine normanna.
Molti storici identificano la fiumara Amendolea con l'antico fiume Alex che divideva il territorio di Reggio da quello di Locri Epizefiri, questo significherebbe che il paese è ben più vecchio come starebbero a dimostrare alcuni reperti molto antichi.
La storia di Amendolea è storia del suo castello di cui abbiamo qualche cenno specie dopo che subentrò nel possesso del feudo la famiglia Ruffo (1624).
A partire dal XII secolo, grazie alla sua posizione strategica, il paese assunse una sempre maggiore importanza politica e militare, tanto che sino al 1806 la stessa Condofuri era un pagus (ossia un casale) di Amendolea. A seguito del matrimonio del 1386 circa di Margherita dell'Amendolea, figlia di Giovan Antonio e di Clemenza d'Angiò, la baronia dell'Amendolea, insieme ai feudi di Rutino e Pozzomagno, passò prima a Raimondo del Balzo Barone di Specchia Preite in Terra d'Otranto e Signore di Molfetta,  e Giovinazzo, poi nel 1412 al figlio Jacopo e quindi nel 1444 al  nipote Raimondo, titolare di Rossano, conte d'Alessano e Barone di Specchia. Nel 1495 le terre di Amendolea e di San Lorenzo passarono nelle mani di Bernardino Abenavolo del Franco. Nel 1528 l'imperatore Carlo V le tolse a Giovan Battista Abenavolo del Franco, accusato di ribellione (avendo appoggiato il Lautrec), e le diede a Bernardino Martirano, noto anche come poeta. Infine nel 1624 le terre di Amendolea, castello compreso, vennero acquistate da Francesco Ruffo, duca di Bagnara. La famiglia Ruffo manterrà il feudo fino al 1806, anno in cui avrà fine l'età feudale.
I Ruffo non risiedettero mai sul posto, ma affidarono a fiduciari il controllo del feudo: esso, infatti, presentava difficoltà maggiori poiché la popolazione parlava ancora la lingua grecanica, che nel resto della Calabria era ormai estinta. Dopo il governo piuttosto tranquillo di Federico Polistena, allontanato poi dai Ruffo per contrasti relativi alle entrate, furono sperimentati nuovi rapporti con il feudatario e per la prima volta si registrano proteste da parte della popolazione contro le angherie dei castellani mandati dai Ruffo, in particolare contro Sangallo che tenne il feudo dopo il 1640.
All'importanza politica del feudo non corrispose però una ricchezza economica: l'inaccessibilità dei luoghi, la mancanza di strade, le scarse risorse relegarono l'economia locale alla pastorizia e all'agricoltura. Le cose peggiorarono nei secoli successivi. Sintomatica è la delibera del sindaco di Amendolea che nel 1801  vietò la vendita delle foreste di querce della SS. Annunziata dell'Amendolea poiché le ghiande servivano per il pane comune della popolazione.
L'antico paese di Amendolea fu pesantemente danneggiato dal terremoto del 1908 e definitivamente abbandonato dopo l'alluvione del 1956.
Ricostruito in forma di piccolo borgo agro-pastorale proprio ai piedi della grande rocca, a causa di motivi economici e di vivibilità pratica ha visto negli ultimi decenni ridurre il numero dei suoi abitanti, emigrati verso Reggio Calabria e Condofuri.